# Enskede-Årsta-Vantör
Enskede-Årsta-Vantör est l'un des districts de Stockholm, situé au sud de la capitale suédoise.

## Description
Enskede-Årsta-Vantör comprend les quartiers: Bandhagen, Enskedefältet, Enskede gård, Gamla Enskede, Hagsätra, Högdalen, Johanneshov, Rågsved, Stureby, Årsta, Örby et Östberga.
Enskede-Årsta-Vantör est créé le 1er janvier 2007 par la fusion des districts d'Enskede-Årsta (en) et Vantör (en).

## Personnalités
- Hans Jacobson (1947-1984), champion olympique et du monde d'escrime, par équipe, est né à Enskede-Årsta-Vantör.